# Gamma Phoenicis
Gamma Phoenicis (γ Phoenicis) é uma estrela binária na constelação de Phoenix. Tem uma magnitude aparente visual de 3,41, sendo visível a olho nu em locais sem muita poluição luminosa. Com base em medições de paralaxe, está localizada a aproximadamente 230 anos-luz (72 parsecs) da Terra. Tem uma alta velocidade peculiar de 75,9+1,7
−4,3 km/s, sendo uma possível estrela fugitiva.
Gamma Phoenicis é uma binária espectroscópica de linha única com um período de 193,8 dias e uma excentricidade de 0,02. Os dados astrométricos da sonda Hipparcos possuem indícios de movimento orbital, e foram usados para determinar uma inclinação orbital de 46,3°. A estrela visível é uma gigante vermelha de classe M com um tipo espectral de M0III. Sua massa é estimada em 1,3 vezes a massa solar. Com um raio de 50 vezes o raio solar, está irradiando mais de 500 vezes a luminosidade solar de sua fotosfera a uma temperatura efetiva de 3 800 K. A estrela secundária tem uma massa estimada de 0,6 vezes a massa solar.
O sistema apresenta variações regulares de brilho com uma amplitude de 0,1 magnitudes e um período de 97,5 dias, metade do período orbital. Essa variação pode ser causada por manchas estelares em lados opostos da estrela primária, ou por variações elipsoidais causadas pela distorção de sua superfície pela estrela companheira. A inclinação do sistema é baixa demais para a ocorrência de eclipses. O sistema apresenta evidências de atividade coronal e é uma fonte de raios X, o que pode ser causado por acreção de material da gigante pela estrela companheira.